# Aek Tuhul
Aek Tuhul is een bestuurslaag in het regentschap Padang Sidempuan van de provincie Noord-Sumatra, Indonesië. Aek Tuhul telt 1238 inwoners (volkstelling 2010).